# منطقه حفاظت‌شده بیرمی
منطقهٔ حفاظت‌شدهٔ بیرمی یک منطقهٔ حفاظت‌شده با مساحت ۲۵۷۳۰ هکتار است که در استان بوشهر در ایران قرار دارد. این منطقهٔ حفاظت‌شده طبق مصوبهٔ شمارهٔ ۷۳۷ در تاریخ ۹۶/۱۲/۰۲ در فهرست مناطق تحت حفاظت سازمان محیط زیست ایران قرار گرفت.